# Nyssiodes lefuarius
Nyssiodes lefuarius är en fjärilsart som beskrevs av Nicolas Grigorevich Erschoff 1872. Nyssiodes lefuarius ingår i släktet Nyssiodes och familjen mätare. Inga underarter finns listade i Catalogue of Life.